# يفجيني بريوبراجينسكي
يفجيني أليكسييفيتش بريوبراجينسكي (بالروسية: Евге́ний Алексе́евич Преображе́нский) (27 فبراير -التقويم القديم 15 فبراير- عام 1886 – 13 فبراير عام 1937) هو ثوري روسي وسياسي سوفيتي واقتصادي ماركسي. تتمثل إسهاماته الرئيسية في النظرية الماركسية في مفهوم «التراكم الاشتراكي البدائي»، الذي يرى أن التحول الصناعي في اقتصاد فلسفة الإصلاح الزراعي المتخلف، مثل روسيا عام 1917، يجب أن يعتمد على استنزاف الزراعة، على سبيل المثال من خلال شراء الدولة الاشتراكية للسلع الزراعية بأسعار منخفضة وبيع السلع الصناعية بأسعار مرتفعة.
انضم بريوبراجينسكي إلى حزب العمال الديمقراطي الاشتراكي الروسي عام 1903، وبعد تشكيل روسيا السوفيتية أصبح سكرتير الحزب وعضوًا في اللجنة المركزية عام 1920. خلال عشرينيات القرن العشرين، عارض البيروقراطية ومركزية الحزب التي انتهجها جوزيف ستالين، إلى جانب دعوته إلى «الاشتراكية في بلد واحد»، وارتبط بليون تروتسكي وأصبح قائدًا لحركة المعارضة اليسارية. في عام 1927، أُبعد من الحزب بأمر من ستالين، لكن تمت إعادته في عام 1930 بعد أن تبنى ستالين سياسات أقرب إلى آرائه. أثناء حملات التطهير الكبير التي قادها ستالين، اعتُقل بريوبراجينسكي في عام 1935، ثم أُعدم رميًا بالرصاص في عام 1937.

## ثوري سري
قرر بريوبراجنسكي من تلك اللحظة «تخصيص الحد الأدنى من وقته لدراسة مواد المدرسة الثانوية»، وذلك بهدف الحصول على ما يكفي فقط لضمان نجاحه، ليتفرغ بشكل رئيسي لدراسة التاريخ والاقتصاد. من بين أصدقائه الثوريين الشباب كان هناك ألكسندر أليكسين، ابن أحد الطابعين المحليين، الذي أقنعه بريوبراجنسكي بسرقة الأحرف المعدنية من مطبعة والده لإنشاء مطبعة سرية خاصة يمكن أن تحقق نتائج أفضل من الآلة الهكتوغرافية.
حاول بريوبراجنسكي إعداد الأحرف لطباعة منشور يحتوي على كلمات أغاني ثورية وإعلان بعنوان «نحن نتخلى عن العالم القديم»، لكن معدات الطباعة الرديئة التي استخدمها تعطلت قبل أن يتمكن من إتقان العملية، وفي النهاية أعيدت الأحرف إلى مطبعة أليكسين دون إصدار أية منشورات.
خلال سنته السابعة في المدرسة الثانوية، شعر بريوبرازجنسكي بأنه مضطر إلى اختيار منظمة ثورية لينضم إليها، شاعرًا بالضياع بين استراتيجيات الحزب الاشتراكي الثوري الداعم للفلاحين (بي سي آر) وحزب العمال الديمقراطي الاجتماعي الماركسي (آر إس دي إل بي). بتأثير من بيان الحزب الشيوعي وكتاب تطور الاشتراكية العلمية لفريدريك إنجلز، قرر بريوبراجنسكي الانضمام إلى الأخير، معتقدًا أن نهجه يعتمد على أسس علمية. بالتعاون مع اثنين من أصدقائه، إيفغرافيت كينز وإيفان أنيسيموف (الذي انضم لاحقًا إلى المناشفة)، أعلن بريوبراجنسكي رسميًا ولاءه لـحزب العمال الديمقراطي الاجتماعي (آر إس دي إل بي) في أواخر عام 1903.
بعد اندلاع الحرب الروسية اليابانية، أصدر فرع أوريل التابع لحزب (آر إس دي إل بي) بيانًا مناهضًا للحرب، كُلف الطلاب الثلاثة بتوزيعه. قاموا بذلك عبر التسلل إلى غرفة تبديل الملابس وحشو أكثر من 150 نسخة في جيوب معاطف الطلاب الأكبر سنًا. حققت الشرطة في الأمر، لكنها لم تتمكن من تحديد الجناة، وقُبل الثلاثة كأعضاء في الحزب.
خلال الصيف السابق لسنة التخرج النهائية في مدرسة أوريل الثانوية، عمل بريوبراجنسكي كداعية للحزب أمام عمال مصنع دياتكوفو في منطقة بريانسكي. تمكن من تجنيد ابن شرطي بريانسكي في الحزب ونجح في إخفاء الناسخة الروسمية في درج مقفل داخل مكتب المفتش نفسه، مع عقد اجتماعات دورية في الغابة المجاورة.
في أكتوبر عام 1905، اختير بريوبراجينسكي ليكون عضوًا في لجنة حزب أوريل. بحلول ذلك الوقت، انقسم الحزب إلى البلاشفة بقيادة فلاديمير لينين والمناشفة. كان بريوبرازهنسكي، البالغ من العمر 19 عامًا، واحدًا من اثنين فقط من البلاشفة المقتنعين في اللجنة.
في نوفمبر عام 1905، سافر إلى موسكو حيث تمت ترقيته إلى منصب الداعية الرئيسي لمنطقة بريسنينسكي الحضرية، وظل لمدة 12 عامًا بعد ذلك ثوريًا محترفًا متنقلًا. اعتُقل لأول مرة في بيرم في مارس عام 1906، لكن أُطلق سراحه بعد خمسة أشهر. ثم انتقل إلى منطقة جبال الأورال، التي مثلها في المؤتمر الرابع لحزب العمال في هلسينغفورس (هلسنكي) في نوفمبر 1907. اعتبارًا من خريف عام 1909، كان عضوًا في مكتب الحزب البلشفي في إيركوتسك. اعتُقل عدة مرات. في إحدى محاكماته مع بلشفيين آخرين في يكاترينبورغ، دافع عنه ألكسندر كيرينسكي، الذي كان رئيس الحكومة المؤقتة في عام 1917 حتى أطيح بها على يد البلاشفة.
بعد ثورة فبراير عام 1917، عاد بريوبراجنسكي إلى جبال الأورال، حيث انتُخب للجنة الحزب الإقليمية، التي مثلها في المؤتمر السادس لحزب البلاشفة الذي بدأ في أواخر يوليو عام 1917، ليُنتخب عضوًا مرشحًا (احتياطيًّا) للجنة المركزية للحزب.